# Медаль «Знамя Победы»
Медаль «Знамя Победы» (вьет. Huy chương quân kỳ quyết thắng) — медаль Социалистической Республики Вьетнам.

## Описание
Медалью «Знамя Победы» награждаются должностные лица, профессиональные военнослужащие, оборонные работники, имеющие стаж службы и работы в Народной армии — 25 и более лет; иностранцы, внёсшие большой вклад в дело создания или укрепления боевой дружбы и сотрудничества с Вьетнамской народной армией.
Медаль была учреждена 27 октября 1984 года, указом Государственного совета по делам СРВ в честь 40-летнего юбилея Вьетнамской народной армии.